# Fursi
Fursi je jedna od 31 worede u regiji Afar u Etiopiji. Predstavlja dio Upravne zone 5. Fursi se nalazi duž osnove istočne strmine Etiopske visoravni, a na jugu graniči sa Simurobi Gele'alom, na zapadu s regijom Amhara, na sjeveru s Artumom, a na istoku s rijekom Avaš koja je dijeli od Upravne zone 3. Nedostaju informacije o gradovima u ovoj woredi.
Prema brojkama objavljenim od strane Središnje statističke agencije u 2005. godini, ova woreda je imala ukupno 78.986 stanovnika, od čega 34.442 muškaraca i 44. 544 žena. Ne postoje informacije o površini Fursija, pa se ne može izračunati gustoća stanovnika.